# 31.º Regimiento de Instrucción Aérea
El 31.º Regimiento de Instrucción Aérea (31. Flieger-Ausbildungs-Regiment) fue una unidad militar de la Luftwaffe durante la Segunda Guerra Mundial.

## Historia
Formado el 1 de abril de 1939 en Heiligenbeil desde el 31.º Batallón de Reemplazo Aéreo con:
- Stab.
- I Batallón de Instrucción desde el 31.º Batallón de Reemplazo Aéreo.
- Escuela Elemental de Vuelo (Escuela/31.º Regimiento de Instrucción Aérea) desde la Escuela Mixta Experimental Superior Heiligenbeil.

El II Batallón de Instrucción fue formada en 1940, mientras la Escuela/31.º Regimiento de Instrucción Aérea fue disuelta el 18 de junio de 1941. Trasladado a Finsterwalde en mayo de 1939(?) y a Hilversum en junio de 1941(?). El 16 de agosto de 1942 es redesignado como el 31.º Regimiento Aéreo.

## Comandantes
- Coronel Kurt Boettge - (1 de abril de 1939 - 14 de octubre de 1942)

## Orden de Batalla
- 1939 – 1940: Stab, I. (1-5), 6., 7., Escuela.
- 1941 – 1942: Stab, I. (1-5), 7., II. (8-12).